# Melvin Schwartz
Pour les articles homonymes, voir Schwarz.
Melvin Schwartz (2 novembre 1932 à New York - 28 août 2006) est un physicien américain. Il est co-lauréat avec Leon Lederman et Jack Steinberger du prix Nobel de physique de 1988 pour leurs travaux sur les neutrinos.

## Biographie
Schwartz a grandi à New York durant la Grande Dépression, avant d'aller à la Bronx High School of Science. Il a par la suite étudié à l'université Columbia, alors que Isidor Isaac Rabi (lauréat du prix Nobel de physique lui aussi) était à la tête du département de physique. 
Melvin Schwartz devint ensuite professeur assistant à l'université Columbia en 1958. Jack Steinberger, avec qui il a partagé son prix Nobel, était son mentor et ami, et c'est Tsung-Dao Lee, prix Nobel de physique en 1957 qui a été à la base des expériences pour lesquelles Schwartz, Leon Lederman et Jack Steinberger reçurent le prix Nobel de physique en 1988 « pour la méthode du faisceau de neutrinos et la démonstration de la structure en doublet des leptons grâce à la découverte du neutrino muonique ».
En 1966, après 17 années passées à Columbia, Schwartz part en Californie pour enseigner à l'université Stanford, où le SLAC, laboratoire de physique ultra-moderne a été achevé. Il fut alors engagé dans de nouveaux projets d'études.
Son cursus scolaire et universitaire est proche de celui de son compatriote Leon Neil Cooper, lauréat du prix Nobel de physique lui aussi.